# Arturo O'Farrill
Arturo O'Farrill (Mexico-Stad, 22 juni 1960) is een Amerikaanse jazzpianist, die vooral bekend geworden is als leider van het Afro-Latin Jazz Orchestra.

## Biografie
O'Farrill is de zoon van de Cubaanse componist Chico O'Farrill en de Mexicaanse zangeres Lupe Valero. Vanaf 5-jarige leeftijd groeide hij op in New York, waar hij werd opgeleid aan de Manhattan School of Music en het Brooklyn College Conservatory. Hij speelde aanvankelijk in de jazzband van de New Yorkse High School of Music and Art (naast Marcus Miller en Omar Hakim). Van 1979 tot 1983 was hij lid van de Carla Bley Band, waarmee hij ook optrad tijdens het Montreux Jazz Festival. Daarna speelde hij met Wynton Marsalis, Dizzy Gillespie, Steve Turre, Noel Pointer, Lester Bowie en Jerry Gonzalez & the Fort Apache Band. In 1987 werd hij de muzikale leider van de band van Harry Belafonte. Naast zijn eigen combo leidde hij in 1995 bovendien de Afro-Cuban Jazz Big Band van zijn vader,
In 2002 formeerde O'Farrill op aanraden van Wynton Marsalis in het Lincoln Center het Afro-Latin Jazz Orchestra, wiens leiding hij op zich nam. Het debuutalbum Noche Involvidable van deze formatie werd in 2006 genomineerd voor een Grammy Award. Met het tweede album, het aan zijn vader gewijde album Song for Chico, kreeg hij in 2009 de Grammy Award voor «Best Latin Jazz Album». In 2011 bracht hij met het Afro-Latin Jazz Orchestra het album 40 Acres and a Burro uit, dat in 2012 werd genomineerd met de Grammy Award voor «Best Large Jazz Ensemble Album 2012». Met het album won hij met het orkest bij de Grammy Awards 2015 voor de tweede keer in de categorie «Best Latin-Jazz-Album». De derde onderscheiding kreeg hij in 2018 voor zijn compositie Three Revolutions samen met Chucho Valdés.
Hij werkte als hoogleraar aan de University of Massachusetts Amherst en SUNY Purchase. Zijn zoons Adam (trompet) en Zachary (drums), die eveneens muzikanten zijn, zijn te horen op zijn album Risa Negra (2009).

## Discografie
Arturo O'Farrill & Afro-Latin Jazz Orchestra
- 2005: Una Noche Inolvidable
- 2008: Song for Chico
- 2011: 40 Acres and a Burro
- 2014: The Offense of the Drum

andere
- 1999: Blood Lines (met Papo Vázquez, Jerry Gonzalez, Andy Gonzalez, George Mraz,  Horacio 'El Negro' Hernández)
- 2000: A Night in Tunisia (met George Mraz, Steve Berrios)
- 2007: The Noguchi Sessions (solo)
- 2010: David Bixler & Arturo O'Farrill The Auction Project
- 2017: Arturo O'Farrill, Chucho Valdes: Familia: Tribute to Bebo + Chico (Motéma Music)